# IC 1240
IC 1240 — галактика типу NF (в процесі підтвердження) у сузір'ї Дракон.
Цей об'єкт міститься в оригінальній редакції індексного каталогу.